# Карні (Мічиган)
Карні (англ. Carney) — селище (англ. village) в США, в окрузі Меноміні штату Мічиган. Населення — 179 осіб (2020).

## Географія
Карні розташоване за координатами 45°35′27″ пн. ш. 87°33′3″ зх. д. / 45.59083° пн. ш. 87.55083° зх. д. (45.590902, -87.550825).  За даними Бюро перепису населення США в 2010 році селище мало площу 2,60 км², уся площа — суходіл. В 2017 році площа становила 3,55 км², уся площа — суходіл.

## Демографія
Згідно з переписом 2010 року, у селищі мешкали 192 особи в 83 домогосподарствах у складі 55 родин. Густота населення становила 74 особи/км².  Було 92 помешкання (35/км²).
Расовий склад населення:
| - 97,4 % — білих - 0,5 % — корінних американців - 0,5 % — азіатів |

До двох чи більше рас належало 1,0 %. Частка іспаномовних становила 0,5 % від усіх жителів.
За віковим діапазоном населення розподілялося таким чином: 16,1 % — особи молодші 18 років, 65,1 % — особи у віці 18—64 років, 18,8 % — особи у віці 65 років та старші. Медіана віку мешканця становила 47,0 року. На 100 осіб жіночої статі у селищі припадало 111,0 чоловіків;  на 100 жінок у віці від 18 років та старших — 96,3 чоловіків також старших 18 років.
Середній дохід на одне домашнє господарство  становив 46 905 доларів США (медіана — 38 750), а середній дохід на одну сім'ю — 52 080 доларів (медіана — 42 188). За межею бідності перебувало 17,7 % осіб, у тому числі 7,5 % дітей у віці до 18 років та 28,0 % осіб у віці 65 років та старших.
Цивільне працевлаштоване населення становило 96 осіб. Основні галузі зайнятості: виробництво — 16,7 %, освіта, охорона здоров'я та соціальна допомога — 16,7 %, роздрібна торгівля — 15,6 %.